# Moran (langue)
Pour les articles homonymes, voir Moran.
Le moran est une langue tibéto-birmane parlée dans les États d'Assam et de Mizoram, en Inde. La langue est éteinte.

## Connaissance de la langue
Le moran est connu par un article publié en 1904 par un officier britannique, le major Gurdon. La langue était parlée dans la région de Dibrugarh dans l'Assam. Selon une chronique assamaise, les Moran sont passés sous la domination des Ahom en 1251, lors de l'invasion de la région par ce peuple de langue tai.

## Classification interne
Le moran est une des langues bodo-garo. Gurdon, en 1904, note la parenté du moran avec d'autres langues du groupe, le bodo, le dimasa et le kachari.

## Sources
- (en) P. R. T. Gurdon, 1904, The Morāns, the Journal of the Asiatic Society of Bengal, vol. 73, p. 36-48.